# Zafar (Jemen)
Zafar (arapski: ظفار, Đafar) zvan i Rajdan, bio je glavni grad antičke Kraljevine Himjar (oko 110. pr. Kr.-oko 500.) u Jemenu.
Zafar leži oko 130 km jugoistočno od glavnog grada Sane, na visoravni od 2800 m. Najbliži veći grad je Jarim, udaljen oko 14 km u pravcu sjevero-zapada.

## Povijest grada
Kad je i kao grad Zafar nastao i danas nije potpuno jasno. Glavni izvor za proučavanje povijesti Zafara su stari južnoarapski zapisi na pismu musnad (1. st. prije Krista. Zafar spominje i Plinije Stariji u svom djelu Naturalis Historia. O Zafaru se piše i u Anonimnom grčkom peljaru po eritrejskom moru iz 1. st. poslije Krista, kao i Ptolomejevoj - Geografiji. Vjerojatno su prepisivači iz srednjeg vijeka krivo precrtali taj dio Ptolomejeve karte pa se je Zafir (latinski: Sepphar) našao u Omanu, a ne kako treba na zapadu Jemena.
Negdje između 537. i 548. godine, vladari Himjara su otišli u Sane, koja je tad već bila značajni grad sa svojom tvrđavom Gumdan. Ono što pokazuju suvremena arheološka iskapanja je interesantno - nema nikakvih tragova poznije gradnje u Zafaru i okolici. Grad je najvjerojatnije - uništen i napušten, no nema nikakvih pisanih tragova o tome kako je došlo do uništenja Zafara.

## Arheološka iskapanja na nalazištu Zafar
Većina do danas iskopanih objekata i nalaza, izgleda da pripada razdoblju Kraljevine Himjar iz vremena 270. – 525. no ima i nešto nalaza iz ranijeg perioda (110. pr. Kr. - 270.).
Arheološko nalazište Zafar ima površinu 110 ha, no sam grad na neravnoj uzvisini bio manji od toga. Zafar je drugo po veličini arheološko nalazište u Arabiji, nakon Mariba, dužine oko 4000 m. Do danas su iskopane i dobro istražene; glavna gradska utvrda (Husn Rajdan), grobovi jugozapadno od Husn Rajdana te kameni dvor površine 30 x 30 m2 nepoznate namjene. Utvrde Husn Rajdan i al-Gusr (oko 300 m sjevernije) su nekoć bile jedinstvena utvrda unutar gradskih zidina gradskih zidina.
U starim arabijskim tekstovima pisanim na musnad pismu, spominje se čak pet kraljevskih palača: Hargab, Kalanum, Kavkaban, Šavhatan i Rajdan i jedna manja palača; Jakrub.
U Zafaru su živjeli jedni pored drugih mnogobošci, židovi i kršćani - monofiziti, koji su bili dominanti za ranog 6. stoljeća.
O Zafaru je pisao i ranokršćanski pisac -Filostorgius, koji napominje da je Zafar već u 4. stoljeću imao crkvu.
Ovalni kameni natpis Jišak bar Hanina bar je najraniji dokaz o prisutnosti Židova u Južnoj Arabiji. Ono što je čudno ima iznenađujuće malo sakralnih nalaza.
Od 1998., njemački arheolog Paul Yule sa Sveučilište u Heidelbergu provodi opsežna iskopavanja u Zafaru. On je među prvima u svoja istraživanja uveo geoinformatiku.
Danas je kraj oko Zafara mjesto izuzetno teško za preživljavanje, bez drva, vode, i dobre zemlje, tako da u današnjem Zafaru živi samo 450 stanovnika koji se bave stočarstvom i poljoprivredom.

## Pogledajte i ovo
- Kraljevina Himjar
- Kraljevstvo Hadramaut

## Vanjske poveznice
- Yemen Expedition of the University of Heidelberg since 1998 (engl.)
- Slike iz Zafara, HeidICON (njem.)
- PropylaeumDOK baza podataka o Zafaru  Arhivirana inačica izvorne stranice od 16. veljače 2012. (Wayback Machine) (njem.)